# Cerkiew św. Mikołaja w Moskwie (Bolszaja Ordynka)
Cerkiew św. Mikołaja – prawosławna cerkiew w Moskwie, w rejonie Zamoskworieczje, przy ulicy Bolszaja Ordynka. Należy do eparchii moskiewskiej miejskiej Rosyjskiego Kościoła Prawosławnego.

## Historia
Pierwsza świątynia prawosławna na miejscu dzisiejszej (XXI w.) świątyni została wzniesiona przed 1593 i nosiła wezwanie Zwiastowania. Nową cerkiew, murowaną, wzniesiono około 1657. Początkowo zachowała ona dotychczasowe wezwanie, nowe upowszechniło się po 1691, gdy do świątyni dostawiono dwa ołtarze, których patronami byli św. Mikołaj z Miry oraz święci mnisi Antoni i Teodozjusz Pieczerscy (ten ołtarz został rozebrany w 1858).
Cerkiew była wielokrotnie przebudowywana i odnawiana. W 1812 została zniszczona przez wojska francuskie po ich wkroczeniu do Moskwy. Do jej odnawiania przystąpiono dopiero w 1848, a remont trwał przez kolejne czterdzieści lat. W końcu stulecia freski w obiekcie wykonał A. Sokołow; ich część przetrwała jedynie w ołtarzu św. Mikołaja. Budynek służył kultowi prawosławnemu do 1934, gdy został odebrany Cerkwi i zaadaptowany najpierw na internat dla pracowników budowlanych, a następnie na laboratoria budowy maszyn i pracownie zakładów „Rosmonumientiskusstwo”. W 1990 Rosyjski Kościół Prawosławny odzyskał obiekt, pierwsze nabożeństwo po wielu latach przerwy odbyło się przed bocznym ołtarzem św. Mikołaja 11 lipca 1991, natomiast ołtarz główny został zwrócony wiernym w roku następnym (do tego czasu nadal użytkowało go „Rosmonumientiskusstwo”). W latach 1992–2003 I. Klimienko wykonał dla świątyni dwa nowe ikonostasy. W 1993 do użytku liturgicznego oddano trzeci ołtarz św. Włodzimierza Kijowskiego i Nowomęczenników i Wyznawców Rosyjskich.
Szczególnym obiektem kultu w świątyni jest relikwiarz w kształcie krzyża, w którym znajdują się cząstki relikwii 72 różnych świętych. Cerkiew posiada również ikonę świętego cara i cierpiętnika Mikołaja II, która według tradycji w niewyjaśniony sposób wydziela mirrę.

## Związani z cerkwią
Ostatnim proboszczem cerkwi św. Mikołaja przed jej zamknięciem w 1934, w latach 1928–1934, był mnich Gabriel (Igoszkin), kanonizowany następnie jako święty mnich wyznawca. W cerkwi służył również inny święty nowomęczennik ks. Nikołaj Pomierancew, zaś męczennica Tatiana Grimblit była w świątyni chórzystką.